# Hiéroglyphe égyptien M39
La corbeille de fruits ou de grain, en hiéroglyphes égyptiens, est classifié dans la  section M « Arbres et plantes » de la liste de Gardiner ; il y est noté M39.

## Représentation
Il représente une corbeille de fruits ou de grain.

## Utilisation
C'est un déterminatif des termes désignant une offrande végétale.

## Exemples de mots
| A | S · r · t | F42 · M39 |

| A | S · r · t | F42 · M39 |

| M7 | t · M39 · Z2 |

| M7 | t · M39 · Z2 |

| D39 · t · M39 |

| D39 · t · M39 |